# Wen-Do
Il Wen-Do è una scuola di tecnica di autodifesa per le donne sviluppata da Ned e Ann Paige, una coppia sposata di Toronto, Ontario che praticava jujutsu, karate e judo.
Il nome di questa tecnica è dato dall'unione della contrazione della parola women (donne in lingua inglese) con la parola giapponese Dō, che significa via. Per quanto le basi e i concetti del Wen-Do provengano dalle arti marziali, il Wen-Do non è considerato tale dai suoi seguaci.
Questa tecnica non van condivisa con gli uomini in quanto si ritiene che le donne possano usarla per diffondersi in caso di aggressione usando anche la sorpresa.

## Storia
La famiglia Paige decise di impegnarsi nella creazione di un progetto per insegnare alle donne a proteggersi dopo aver appreso la notizia dell'assassinio di Kitty Genovese avvenuto a New York il 13 marzo 1964, che suscitò un grande clamore nell'opinione pubblica per l'assenza di reazione di chi assistette al crimine. Le prime lezioni si svolsero nel 1965 a Toronto nell'auditorium del "Don Mills Collegiate Institute" presenti un centinaio di donne e mostrando loro le basi delle tre arti marziali praticate dai coniugi.  Nel corso degli anni, con l'aumento del numero di donne che hanno adottato il Wen-Do, altre tecniche di combattimento sono state condivise e aggiunte al sistema, che venne formalizzato nel 1972 e venne deciso che l'accesso alla scuola fosse limitato esclusivamente femminile, con accesso a partire dall'età adolescenziale, ed ugualmente l'insegnamento fosse tenuto soltanto da donne.

## Descrizione e caratteristiche
Le lezioni si concentrano su situazioni reali che spesso sono affrontate dalle donne, come gli stupri e aggressioni domestiche. Le lezioni non comportano alcun contatto fisico salvo che lo studente non sia pronta e lo chieda. Il suo insegnamento include anche discussioni femministe e responsabilizzanti sui problemi che affrontano le donne e la violenza di genere nella società contemporanea.
Il Wen-Do come autodifesa fornisce alle donne strumenti pratici e di facile applicazione per la prevenzione e la protezione da diverse forme di molestie sessuali. L'insieme del suo insegnamento include diversi tipi di apprendimento, tra cui la consapevolezza psicologica, la postura del corpo, le tecniche fisiche e la conoscenza di genere. L'obiettivo è quello di evitare situazioni pericolose, ma se queste sfortunatamente accadessero, essere in grado di reagire adottando le appropriate tecniche.

## Diffusione nel mondo
Il Wen-Do si è diffuso dapprima nei paesi occidentali, principalmente in USA, Canada, diversi paesi europei tra cui Germania la Polonia e la Bielorussia, la Svizzera, Giappone, Nuova Zelanda, Sudafrica.
È stato introdotto in Egitto nel 2013, da Schirin Salem, per affrontare i crescenti fenomeni di molestie sessuali negli spazi pubblici (come strade, mezzi di trasporto, luoghi di lavoro ecc.) e nel luglio 2014 è stata diplomata la prima generazione di 14 allenatrici di Wen-Do egiziane, nel dicembre 2014 altre 11 donne egiziane sono state diplomate.
In Italia il primo corso è stato condotto dell'Associazione lesbica Visibilia di Bologna nel 1990, poi nello stesso anno la "Casa delle donne per non subire violenza" ha organizzato un corso per operatrici e volontarie del Centro antiviolenza; successivamente il Wen-Do si è diffuso tramite altri centri antiviolenza come "Rompiamo il silenzio" di Martina Franca nel 2013, e altre organizzazioni antiviolenza in diversi comuni italiani ed associazioni di donne.